# Jochen Peichl
Jochen Peichl (* 2. März 1950 in Dietfurt (Altmühltal)) ist ein deutscher Psychoanalytiker, Psychotherapeut und promovierter Facharzt für Neurologie und Psychiatrie sowie für Psychotherapeutische Medizin und Psychosomatik.

## Leben und Wirken
Peichl studierte, nach seinem Abitur im Juni 1969, vom Herbst 1969 bis zum Sommer 1975 Humanmedizin an der Universität Göttingen, wo er seine ärztliche Approbation erwarb und ferner zum doctor medicinae promoviert wurde. Es folgte ein Studium der Psychologie und Sozialpädagogik, das ihn bis zum Vordiplom führte. Zunächst war er als Medizinalassistent in der Inneren Medizin, der Herzchirurgie und schließlich in der Psychiatrie tätig.
Es schloss sich seine Facharztausbildung in Neurologie und Psychiatrie von 1978 bis zum Sommer 1989 an. Peichl praktizierte dabei zwischenzeitlich als Assistenzarzt in der Fachklinik für Psychosomatik und Psychotherapie Tiefenbrunn bei Göttingen, in der Forensischen Psychiatrie Moringen und in der Psychiatrischen und Neurologischen Klinik an der Universität Göttingen.
Im Anschluss folgten Forschungsarbeiten vom Herbst 1989 bis zum Juni 1992, wo er als Leiter des Forschungsbereichs Schlaf- und Traumforschung der Abteilung für Psychosomatik, unter der Leitung von Michael Ermann an der Klinik für Psychiatrie und Psychotherapie der Ludwig-Maximilians-Universität (LMU) München wirkte.
Vom 1. Juli 1992 bis zum 31. Dezember 2010 übernahm er die Aufgaben eines Oberarztes der Klinik für Psychosomatik und Psychotherapeutische Medizin am Klinikum Nürnberg unter der Leitung von Walter Pontzen und Wolfgang Söllner. Gleichzeitig wurde er Lehranalytiker am Institut für Psychoanalyse in Nürnberg.
Hiernach ließ er sich in einer eigenen Praxis nieder, wo er als Psychotherapeut praktiziert. Neben seiner Tätigkeit als Lehranalytiker am Institut für Psychoanalyse Nürnberg war er Lehrtherapeut des Moreno-Instituts Überlingen (Psychodrama). Er erwarb eine Eye Movement Desensitization and Reprocessing (EMDR)-Ausbildung bei Arne Hofmann und eine Ausbildung in Ego-State-Therapie bei Woltemade Hartman, ferner absolvierte er Fort- und Weiterbildungen in den hypnotherapeutischen und hypnosystemischen Therapien bei Bernhard Trenkle und Gunter Schmidt.
Die Schwerpunkte seiner Arbeit sind dabei die Traumatherapie und die Behandlung von Menschen mit Persönlichkeitsstörungen, insbesondere Borderline-Persönlichkeitsstörungen und Narzisstischen Persönlichkeitsstörungen (NPS), sowie komplexe Posttraumatische Belastungsstörung (PTBS) und Dissoziative Identitätsstörung (DIS).
Jochen Peichl ist Vater zweier Kinder und mit Hanna Herty, deren Mutter, verheiratet; sie ist im Bereich der Organisationsberatung, des Coachings und der Supervision tätig.

## Publikationen (Auswahl)
- Innere Kritiker, Verfolger und Zerstörer: Ein Praxishandbuch für die Arbeit mit Täterintrojekten. 5. Auflage, Klett-Cotta Verlag, Stuttgart 2019, ISBN 978-3-608-89136-2.
- Innere Kinder, Täter, Helfer & Co: Ego-State-Therapie des traumatisierten Selbst. 6. Auflage, Klett-Cotta Verlag, Stuttgart 2017, ISBN 3-608-89223-0.
- Die inneren Trauma-Landschaften: Borderline – Ego-State – Täter-Introjekt. 2. Auflage, Schattauer Verlag, Stuttgart 2012, ISBN 978-3-7945-2935-3. (Leseprobe Kap. 13.3 Das Introjekt und das Modell der Strukturalen Analyse sozialen Verhaltens, PDF, 7 Seiten , 232 kB).
- Narzisstische Verletzungen der Seele heilen. Das Zusammenspiel der inneren Selbstanteile. (= Leben Leben 278), Klett-Cotta, Stuttgart 2016, ISBN 978-3-608-89172-0.
- Warum es auch gut ist, Narzisst zu sein. Kösel-Verlag, München 2017, ISBN 978-3-466-34652-3.
- Jedes Ich ist viele Teile: Die inneren Selbst-Anteile als Ressource nutzen. Kösel-Verlag, München 2010, ISBN 978-3-466-30851-4.
- Einführung in die hypnosystemische Teiletherapie. Carl-Auer, Heidelberg 2018, ISBN  978-3-849-70264-9.
- Gibt es bei Freud zwei psychoanalytische Traumtheorien? Zeitschrift für Psychosomatische Medizin und Psychoanalyse, Vol. 38, No. 2 (1992), S. 129–142
- Destruktive Paarbeziehung. Das Trauma intimer Gewalt. Klett-Cotta, Stuttgart 2008
- Mein Ich sind viele Teile. Ratgeber für Menschen mit schwierigen Inneren Kinder. Kösel, München 2010
- Hypno-analytische Teilearbeit: Ego-State-Therapie mit inneren Selbstanteilen. Klett-Cotta, Stuttgart 2012.
- Rote Karte für den inneren Kritiker. Wie aus einem ein ewigen Miesmacher ein Verbündeter wird. Kösel, München 2014
- Integration in der Traumatherapie. Vom Opfer zum Überlebenden. Klett-Cotta, Stuttgart 2018